# فرازير إل. آدامز
فرازير إل. آدامز (بالإنجليزية: Fraser L. Adams)‏ هو سياسي أمريكي، ولد في 1891 في مالون في الولايات المتحدة، وتوفي في 1979 في ماربل فولز في الولايات المتحدة.